# D1017 (Oise)
De D1017 is een departementale weg in het Noord-Franse departement Oise. De weg loopt van de grens met Val-d'Oise via Senlis en Pont-Sainte-Maxence naar de grens met Somme. In Val-d'Oise loopt de weg als D317 verder naar Gonesse en Parijs. In Somme loopt de weg verder als D1017 naar Péronne en Arras.

## Geschiedenis
Oorspronkelijk was de D1017 onderdeel van de N17. In 2006 werd de weg overgedragen aan het departement Oise, omdat de weg geen belang meer had voor het doorgaande verkeer vanwege de parallelle autosnelweg A1. De weg is toen omgenummerd tot D1017.